# Great Oxendon
Great Oxendon est une paroisse civile et un village du Northamptonshire, en Angleterre.